# Кондрусєв Семен Михайлович
Семен Михайлович Кондрусєв (рос. Семён Михайлович Кондрусев; 14 лютого 1897, Єпішево — 24 червня 1941) — радянський воєначальник, генерал-майор.

## Біографія
Народився 14 лютого 1897 року в селі Єпішевому (нині Рославльського району Смоленської області). Росіянин. У 1916 році, у Першу світову війну, був призваний на службу на Петровський завод і залишений працювати там як військовозобов'язаний в оборонній промисловості. У травні 1917 року Тимчасовим урядом О. Ф. Керенського мобілізований в Російську імператорську армію і направлений рядовим у місто Бахмут в 44-й запасний полк, звідки через два місяці дезертирував.
У Громадянську війну в жовтні 1918 року призваний до РСЧА і спрямований червоноармійцем в 1-й запасний батальйон Західного фронту у місто Рославль. З грудня 1918 року — курсант Смоленських командних піхотних курсів, а після їх закінчення в середині травня 1919 року призначений командиром взводу в 65-й стрілецький полк 8-ї стрілецької дивізії. В кінці травня в складі цього полку відбув на фронт в район Двінська. У перших же боях 27—28 травня був поранений і до вересня перебував на лікуванні в госпіталі в місті Смоленську. Після лікування направлений в 129-й окремий батальйон Західного фронту, де був командиром взводу, помічником командира роти. У жовтні 1920 року цей батальйон був включений до складу 165-го стрілецького полку 19-ї стрілецької дивізії в районі Овруча, а С. М. Кондрусєв призначений командиром роти. Брав участь в боях на Південному фронті з військами генерала П. М. Краснова під Катеринославом. Учасник радянсько-польської війни 1920 року на Західному фронті.
У лютому 1921 року 19-та стрілецька дивізія була розформована, а С. М. Кондрусєв направлений командиром роти в 391-й стрілецький полк 44-ї стрілецької дивізії. У травні того ж року переведений в 388-й Богунський стрілецький полк цієї ж дивізії, який в червні 1922 року був переформований в 130-й Богунський стрілецький полк цієї дивізії в місті Житомирі, де був командиром роти й батальйону, помічником командира полку. У період з травня 1923 по червень 1924 року перебував на Вищих повторних курсах старшого комскладу в місті Харкові. У листопаді 1930 року спрямований на Стрілецько-тактичні курси «Постріл», після закінчення яких у травні 1931 року призначений командиром 132-го Донецького полку 44-ї стрілецької дивізії у складі УВО і КОВО. З травня 1938 року помічник командира, а з серпня — командир 81-ї стрілецької дивізії КОВО в місті Шепетівці. В ході радянсько-фінської війни 1939–1940 років командував 62-ю стрілецькою дивізією у складі 13-ї армії. З червня 1940 року командував спочатку 37-ю стрілецькою дивізією, а від березня 1941 року — 22-м механізованим корпусом в КОВО.

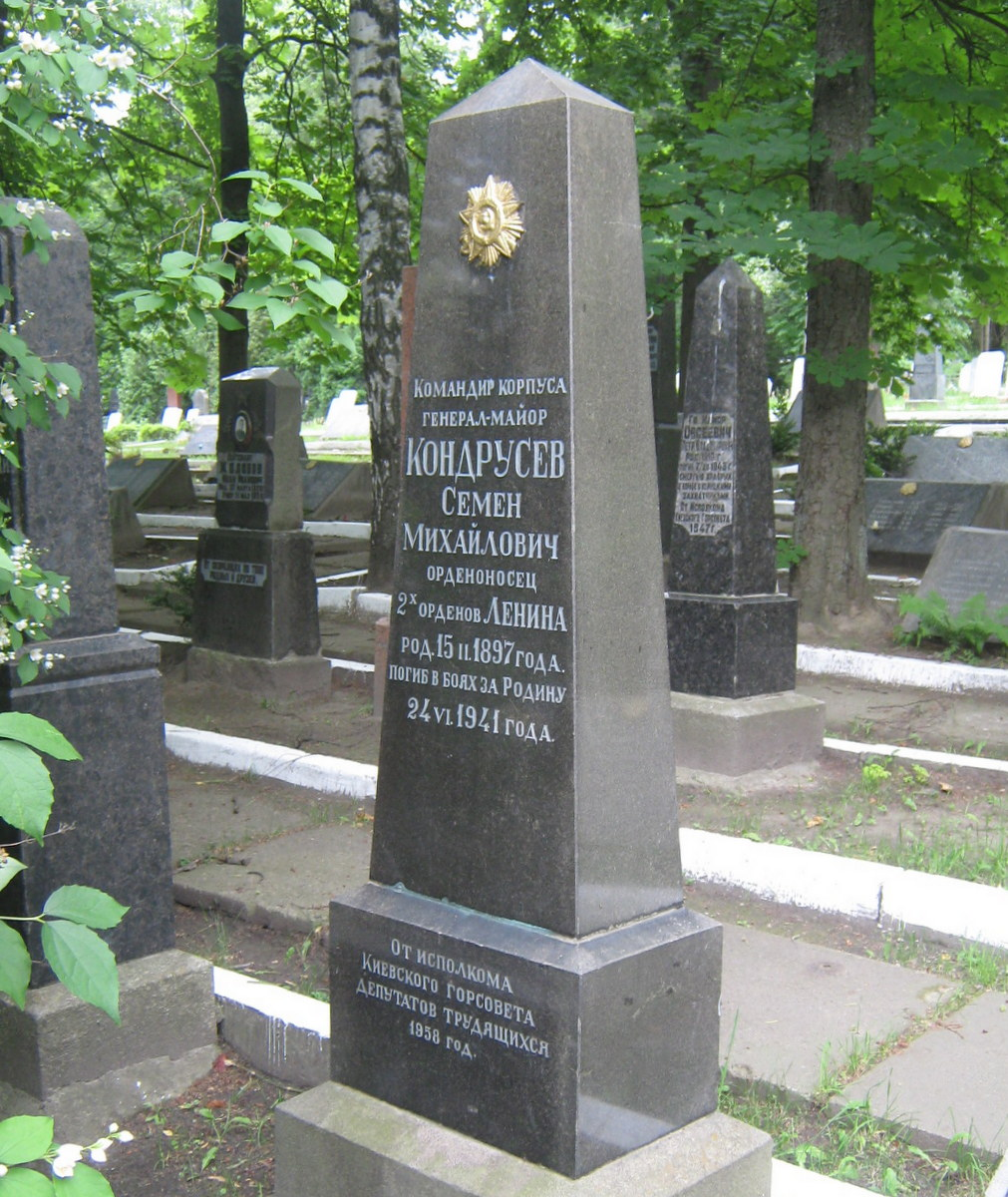
Могила Семена Кондрусєва

З початком німецько-радянської війни корпус під командуванням С. М. Кондрусєва в складі 5-ї армії Південно-Західного фронту брав участь у прикордонній битві проти військ 1-ї танкової групи і 6-ї армії Вермахту. Для нанесення контрудару по цьому угрупованню противника командування Південно-Західного фронту виділило шість механізованих корпусів, в тому числі і 22-й механізований корпус. Однак ввести в бій одночасно цим силам не вдалося. Корпус здійснив марш понад 200 км в районі північніше міста Рівного і, не чекаючи підходу інших механізованих корпусів, завдав контрудар по лівому флангу угруповання противника. З огляду на те, що дивізії вводилися в бій не одночасно, а по частинах, розгортаючись і вступаючи в бій з маршу, контрудар не отримав розвитку і, зазнавши значних втрат, корпус змушений був відходити. В ході цих боїв в районі села Олександрівки Володимир-Волинського району Волинської області 24 червня 1941 року С. М. Кондрусєв загинув. Похований в Києві на Байковому кладовищі.

## Нагороди
Нагороджений двома орденами Леніна, медаллю «XX років РСЧА».